# Linda Indergand
Linda Indergand (Altdorf, 13 de julho de 1993) é uma ciclista suíça.
Indergand estava na lista de início do Campeonato Europeu de Cross Country de 2018 e terminou em décimo lugar. Conquistou a medalha de bronze no cross-country nos Jogos Olímpicos de 2020 em Tóquio. Suas companheiras de equipe, Jolanda Neff e Sina Frei ganharam as medalhas de ouro e prata, marcando o primeiro pódio suíço nas Olimpíadas desde 1936 e a primeira vez que uma nação ganhou todas as três medalhas em um evento de ciclismo desde 1904.